# ダックテイルズ
『ダックテイルズ』（原題：DuckTales）は、ディズニー・テレビジョン・アニメーション製作、2017年放送開始のテレビアニメシリーズである。ディズニーXD オリジナル・シリーズのひとつ。

## 概要
1987年から1990年まで放送された『わんぱくダック夢冒険』のリブート作品。アメリカ合衆国では、2017年8月12日よりディズニーXDにて放送が開始された。
日本では2018年2月17日より、ディズニーXDにて日本語吹替版の放送が開始された。ディズニー・チャンネルでは、同年6月9日にドナルドダックの誕生日に合わせ先行放送を実施、6月23日よりレギュラー放送を開始した。
2019年3月16日よりDlifeでも放送されていた。2025年6月よりディズニージュニアでも放送されている。
字幕放送を実施。ヒューイの声は黄色、デューイの声は水色、ルーイの声は緑色、その他のキャラクターの声は白で表示される。
ドナルド以外のキャラは全員声優が当時（逝去した声優含む）と異なっており、ヒューイ・デューイ・ルーイの個性を引き立たせるため、声だけでなく容姿や性格もそれぞれ従来のシリーズと異なっている。ヒューイら3人の日本語吹替を男性声優が担当するのは本作が初となる。
過去にディズニーが制作したアニメ映画やテレビシリーズとのクロスオーバーも行われており、シーズン1では『テイルスピン』、シーズン2では『三人の騎士』と『ダックにおまかせ ダークウィング・ダック』のキャラクター達がゲスト出演。シーズン3ではグーフィーやデイジー、チップとデールもそれぞれ『パパはグーフィー』、『クワック・パック』、『チップとデールの大作戦 レスキュー・レンジャーズ』の主演作品の格好で出演した。

## ストーリー
カッコ内話数は吹替版準拠。

### シーズン1
ドナルドが就職面接に行く日の朝、ベビーシッターの手配が上手くいかず、仕方なく三つ子の甥ヒューイ・デューイ・ルーイを大富豪の伯父スクルージ・マクダックに預けることにする。スクルージはかつて世界一の冒険家として名を馳せていたが、冒険をやめて既に10年が経っていた。ドナルドとは何か因縁がある様子で、自邸にやってきた三つ子にも厳しく接する。軟禁され、暇を持て余していた三つ子の前に、変わり者の女の子ウェビーが現れる。ウェビーはスクルージ邸の家政婦、ミセス・ビークリーの孫娘で、同年代の友達が全くおらず、やってきた三つ子を見て大喜びする。4人はスクルージの倉庫へ暇つぶしに行くが、スクルージが冒険で手に入れた財宝の呪いを解くなど、騒ぎを起こしてしまう。スクルージはその解決に奔走する中で冒険の楽しさや家族の大切さを思い出し、三つ子やドナルドと共に暮らすことにする。同時に、ドナルドはかつてスクルージの冒険のパートナーだったことも明かされた。（#1・2）
デューイは、倉庫の絵画にスクルージ、ドナルドに加え、まだ見ぬ母とおぼしき女性（デラ・ダック）が描かれているのを見て、ウェビーと共にデラ失踪の謎を解き明かそうとする。2人が邸宅の書庫でデラのことを調べると、「セレネの槍」が深く関わっていることを知る。最初は2人だけでその秘密を追うが、最終的にはヒューイ、ルーイもそこへ加担する。一方、ウェビーはふとしたことから年上の女の子リナと親友になり、邸宅へ招き入れる仲となる。ところが彼女は闇の魔女でおばのマジカ・デ・スペルに取り憑かれており、行動を制限されていた。マジカもまたスクルージと因縁があり、2人の友情を利用して彼が持つ幸運の10セントコインを奪う機会を狙っていた。（#3・5・11・22）
ある時、スクルージは三つ子達がデラの謎を追っていたことを知り、真相を語る。10年前まで、スクルージはドナルド、デラと共に冒険して回っていたが、世界中行き尽くした3人は宇宙を目指す。デラはもうすぐ卵から孵る子供達に星を贈りたいと考えていたが、ドナルドは危険だと反対した。見かねたスクルージはサプライズで「セレネの槍」と名付けたロケットを造り、それを出産祝いにしようとしたが、これを知ったデラは無断で飛び立ってしまう。スクルージはデラの性格から無理に止められずにいたが、そのまま行方不明になってしまった。これによりスクルージとドナルドは険悪になり、残されたデラの子供達はドナルドが世話をすることになった。これを聞いた三つ子は、母を失ったのはスクルージが無理にでも止めなかったせいだと考え、非難する。口論の末、スクルージは再びドナルドらと険悪になり、自邸で独居する。（#23）
15年前、マジカはスクルージの10セントコインの力に目を付け、手に入れるべく彼と対峙したが、逆にコインの中に封じられてしまう。その際、自分の影からリナを創り出し、スクルージに復讐をするためのスパイとしてこの世に遺していた。そして今、彼が家族を失い、廃人同然となったことを知ったマジカは、リナを操ってコインを奪い、自身の肉体を解放する代わりにスクルージをコインに封じた。一方、三つ子たちは、ミセス・ビークリーからスクルージが破産寸前になるまでデラを捜索し続けていたことを聞き、スクルージとの和解を決心する。家族の働きによりスクルージは解放され、マジカは魔力を失い敗走する。ウェビーを守るためにマジカに反逆したリナは消されてしまった。（#24・25）

### シーズン2
デラは無事だったが、怪物の妨害でセレネの槍を直せず月で10年が経つ。月の将軍ルナリスと中尉ペナンブラから月の住民もその怪物に脅かされてきたことを知ったデラは、持ち前の優しさで怪物と和解する。ルナリスはこれを称えてセレネの槍の修復を助けるが、ペナンブラはデラを地球人が月を侵略するための先鋒と思い込み敵視する。一方、デラは月の住民と交流を深め、いつか一緒に地球へ行こうと約束する。やがて修復は完了するが、ペナンブラはデラ一人を無理矢理地球に送る。デラは起ち際にセレネの槍の設計図をペナンブラに手渡し、ロケットを造って住民との約束を叶えるよう伝えた。彼女はデラの優しさが本物だったことに気付くが、ルナリスは住民たちにデラは裏切り者であると嘘を教える。ペナンブラが突如豹変したルナリスを問いただすと、地球を恐れるばかりでなくこちらから先制攻撃をすべきで、そのためには住民に地球人への憎悪を煽る必要があるのだと言う。（#32・36）
ドナルドが子育てに疲弊する姿を見たスクルージ達は、彼に2週間のクルーズ旅行を贈る。ドナルドはその出際にセレネの槍が着陸するのを見て駆け寄るが、デラを探すうちに誤って月へ飛び立ってしまう。一人で脱出していたデラはスクルージとの再会を果たす。最初は初めて会う息子や家族の変化に戸惑うが、母親としての振る舞いを模索しながら、家族に溶け込んでいく。一方、リナは影の世界から密かにウェビーを見守っていた。ウェビーはリナ復活を模索するうち、図書館で同年代の女の子バイオレットと出会う。実はバイオレットはマジカの杖が変化したお守りを拾得しており、これによりリナは復活し、3人は親友となる。(#37・#39）
ドナルドは月で囚われるが、ペナンブラと共に地球侵略の全貌を知る。ルナリスは、地球侵略の最大の障壁となるのはスクルージであること、彼の力の源は三つ子であることを独自の調査で知っており、三つ子の命を狙う計画を立てていた。ところが月に地球へ行くほどの技術はなく、デラに対し人格者を装うことで宇宙船の技術を手に入れようとした。家族の危険を知ったドナルドはルナリスと対峙するが、揉み合いの末、月のロケットで地球に打ち上げられてしまう。（#42）
ルナリス率いる月の軍は、完璧な侵略計画を以て地球に降り立つ。彼らの最終目的は、巨大ロケットで地球を月の衛星に変えることだった。デラは三つ子とウェビーを匿いクラウドスレイヤーで逃げるが、月の軍に撃墜され無人島に不時着する。そこには月から来たドナルドもおり、2人はようやく再会を果たす。一方、ダックバーグではスクルージ達が月の軍に対抗するも、ダックファミリーを研究し尽くしたルナリスには歯が立たなかった。しかし、協力を申し出たグロムゴールドによりルナリスは混乱し、更に帰ってきたデラ達によって月の軍は敗北する。（#48・49・50）

### シーズン3
冒険少年クラブのセレモニーにて、自分と並ぶ候補に選ばれたバイオレットに驚きを隠せないヒューイは、彼女とシニア冒険少年ランクアップ試験に挑戦することになった。一方、セレモニー終了後の冒険少年クラブ会場にて、スクルージは、自身の憧れ、及び冒険少年探検隊長だった伝説の冒険家イザベラ・フィンチの肖像画から、彼女が隠した宝の在処を記した地図を見つける。スクルージ一行は、冒険の途中で出逢った青い鳥、ティッタートゥイルバードに導かれ、たどり着いた先は試験のゴール地点だった。試験を終えたヒューイを加え、彼女が記したとされる最後の日記を手に入れ、未知の秘宝の存在を知る。(#51)
イザベラ・フィンチの日記に記されている秘宝を次々と見つけるスクルージ一行。そんな彼らに秘密結社F.O.W.L.の魔の手が伸びる。セントカナードにて敵のボスの正体を知ったスクルージは、ダックバーグへ帰還し、対F.O.W.L.の訓練を行うことにした。だが訓練中に大金庫をF.O.W.L.によってハッキングされる。危機は免れたものの、これまでに見つけた秘宝がF.O.W.L.に盗まれたと、各所からの速達を受けとる。（#51・#59・#60）

## キャラクター

### マクダック家
スクルージ・マクダック（Scrooge McDuck）
声 - 小形満 / 英 - デヴィッド・テナント
ドナルドの伯父で三つ子にとっては大伯父にあたる。1867年生まれ。年齢不詳、世界一の大富豪で冒険家。ケチなことで有名で、必要な金しか使わないと公言している。旧版に比べると身体能力が数段アップし、性格も守銭奴な部分が薄れて冒険を愛する勇敢な点が強調され、仲間たちに食事を奢るなど気前が良い一面も目立つ。
マクダック社の社長で、自邸とは別にある大金庫にオフィスを設ける。なお、マクダック社の本社社屋はこれとは別に存在している。口ぐせは「こいつはたまげた（英語: Bless me bagpipes）」、「なんということじゃ（英語: Curse me kilts）」。
好きな食べ物はハギス。パーティとパーティにくるマジシャンが嫌い。
毎朝、ナツメグの紅茶を飲んでおり、ティーバックは一ヶ月同じものを使い牛乳を一滴入れて飲んでいる。本人は「節約の味がする」と言っている。
1977年1月8日。悪夢を見る。その翌日原因がドリームキャッチャーだとわかる。そのドリームキャッチャーは20話に出てくるもう一つの大金庫の“1977番”に保管してある。
もう一つの大金庫には、他にも1955年6月4日に捕まえたユニコーンが“6455番”に保管してある。
2回氷河に凍った。
イザベラ・フィンチの本を子供の頃に熟読していた。
熊を従えられる。自身の夢の一つである、会社を立ち上げた頃から冒険をやめて、会社の事業に専念していたが、妹であるホーテンスに、甥のドナルドと姪のデラを預けられたことがきっかけで、再び冒険を始め、さらに後継ぎも見つける。この頃から、彼は10年ほど前まではドナルド、デラと冒険をしていた。だが、三つ子誕生前に自身が造ったロケット「セレネの槍」を無断で搭乗した彼女は失踪、家族と険悪になり、冒険をやめてしまう。しかし、ドナルドが連れてきた三つ子を見て冒険の楽しさや家族の大切さを思い出す。10才の時に初めて稼いだダイムをペンダントにし、「幸運の10セントコイン」として肌身離さず持っている。スコットランド出身で、冒険を通して世界中の神秘に触れている。幽霊や魔法の類にも通じていて、マクダック邸には様々な不思議なものが保管されている。
ドナルド・ダック（Donald Duck）
声 - 山寺宏一 / 英 - トニー・アンセルモ、ルシー・テイラー（幼少期）
三つ子の伯父で育ての親。心配性で過保護な性格からしばしばスクルージと対立する。従来のシリーズ同様に短気で怒りやすく、とにかく運が悪いが決して諦めない根性を持っているなど、旧版よりオリジナルに近い設定になっている。旧版では数話のみの登場だったが、本作ではレギュラー出演している（ただし登場回数はそれほど多くない）。本作では1話で就職面接を受けたフリントハートから支給された白の帽子と黒の水兵服を着ており、他作品でも見られる青い水兵服姿は1話の冒頭や回想のみに登場する。
以前は双子の妹デラや共にスクルージと冒険していたが、デラが行方不明になったことをきっかけに、一時期スクルージと疎遠になっていた。第1話時点では港に係留した船で三つ子と共に水上生活を送っていたが、デューイがエンジンをかけっぱなしにしたことで半焼してしまい、現在はスクルージ邸のプールに船を置いてもらっている。スクルージ邸ではよく自分勝手な振る舞いをし、その度にミセス・ビークリーから叱責を受けている。
声は従来の甲高く騒がしい声ではあるが、ジャイロの発明品を飲み込んだことで一時的に声が良くなったり、無人島でデラ達と再会した際にはミッキーマウスの物真似を披露したりしたことがある。
11年前の双子の妹の失踪やトラブル、そして宇宙で妹とのすれ違い。伯父に甥を預けてからは散々な日常に振り回され、彼はそれらに耐えられず、失われた財宝に「なにもかもが普通の家族」を願いをかけたが、願いにたまたま巻き込まれた彼の親友のグーフィーから、自分の家族との思い出を学び、「家族」を受け入れる。
彼率いる三人の騎士を有名にするというルーイの計画にのるが、パーティ会場であるダックバーグ博物館にてデイジーダックと知り合う。周りに理解されない自分の声を理解しているという彼女に歌を披露し、結局有名にはなれなかったものの、デイジーとは互いに両思いとなる。
ヒューイ・ダック（Huey Duck）
声 - 代永翼 / 英 - ダニー・プディ
本名はヒューバート・ダック。赤い帽子と半袖シャツがトレードマークの三つ子の長男。原始ダックに関する論文を執筆するなど、優等生タイプのしっかり者で、ややオタク気質である。ボーイスカウトの指南書「冒険少年クラブ（ジュニアウッドチャック）・ガイドブック」を持ち歩いている。
旅行が大好き。
冒険少年オーケストラでチェロを弾いている。
他の二人に比べてあまりイタズラをしないが、几帳面過ぎる性格が災いし、ヒステリーを起こすこともある。ギズモダックの大ファン。
F.O.W.L.のスティールビークと対峙する状況下、リナの魔法によって発現した自信の頭の中の世界で、彼の中のあらゆる対抗策を試しても上手くいかなかった。彼はリナの説得によって、彼らの背後に突如現れたヒステリーの大元であるもう一人の自分「なんでも暴れる公爵」と向き合う。
デューイ・ダック（Dewey Duck）
声 - 永塚拓馬 / 英 - ベン・シュワルツ
本名はデューフォード・ディンガス・ダック。青いTシャツと長袖シャツを合わせた服装に前髪を上げた髪型がトレードマークの三つ子の次男。単純で目立ちたがり屋な性格で、後先を考えない行動が多いトラブルメーカー。一人でトークショー 番組を作りネット配信している。
ブーイングが唯一の弱点である。
普通の子と馴染めないウェビーをファンゾーンに誘う優しいところがあり、ウェビーと行動することが多い。
アメリカで唯一ファンゾーンだけにある「ウクレレカゲロカ」という日本のゲームで、トップファイブを独占しており、アメリカ1位。
スクルージおじさんにはトースターすら触らせてもらえない。
11話でイタクワック島に行った時、デラが見つけられなかった「セレネの珠」をセレネにもらった。
話したくないことがあると、遠くの方を向いて考えてるふりをする癖がある。
スクルージ達の冒険が描かれた絵に行方不明の母親デラを見つけてからは、ウェビーと共にデラ失踪の真相を追い求めていく。顔立ちがデラに似ているという設定がある。シーズン1ではスクルージや他の兄弟が出ない回が存在する中唯一全話出演しており、メインの回が多い。
ルーイ・ダック（Louie Duck）
声 - 小林大紀 / 英 - ボビー・モイニハン
本名はルーウェリン・ダック。本名で呼ばれることを気に入っていない。緑のパーカーと流した前髪にジト目がトレードマークの三つ子の末っ子。生意気で計算高い現代っ子で、得意の「ルーイ流」でうまいこと言って楽をしたがるが、大抵失敗し事態を悪化させてしまう、デューイとは違う意味でのトラブルメーカー。ウェビーから「一番悪い子は?」と聞かれた際、ヒューイとデューイに指を差された。
スクルージ以上に財宝に目がなく、スクルージの宝の相続権利を付箋を貼って主張したり、グラッドストーンに憧れたこともある。少々飽きっぽく、炭酸（ペップ｛PEP}）も最初しか飲まずに別のものを飲んだり、会社を興しても事業が思い付かず放置している。怠け者で少々狡猾だが、根は優しく家族思い。
ウェビー・ヴァンダークワック（Webby Vanderquack）
声 - 澁谷梓希 / 英 - ケイト・ミクーチ
本名はウェビゲイル・ヴァンダークワック。ミセス・ビークリーの孫娘。
有名な冒険家であるスクルージに憧れており、頭がよく好奇心旺盛な弾丸少女。旧版に比べておてんばになり、デザイン上もおかっぱのような髪の毛が追加された。旧版では自分そっくりな人形を肌身離さず持っていたが、本作では矢で壁に突き刺している。
スパイグッズを持ち歩いており、持ち前の機転で家族の危機を救うことも多い。偵察と格闘技が得意でサバイバル能力にも長け、スクルージやマクダック邸関連の情報収集を趣味にしている。ミセス・ビークリーとマクダック邸に来てから外に出たことがなかったため、バスの乗り方やマナーを知らないなど、一般常識に疎く、自分が普通の子と違うことを気にしている。
F.O.W.L.との最終決戦の際、突然彼女の前に現れた謎の双子のメイ、ジューンと知り合いになる。仲良くなるにつれ、彼女は自身の秘密を知ることになり、後にスクルージの遺伝子から作られた存在で実質スクルージの娘に当たることが判明し、F.O.W.L.からエイプリルと呼ばれた。
好きな色は、ピンク。好きな飲み物はジュース。
好きな罠は棘付き落とし穴。
チェロを7年習っていた。
リナ、バイオレットと親友。
夢は「そりで滑る」「飛行機を操縦する」「ブロントサウルスとハイタッチする」
ミセス・ビークリー（Mrs. Beakley)
声 - 品田美穂 / 英 - トックス・オラグンドイ
本名はベンティナ・ビークリー。マクダック邸のハウスキーパーで、執事や子守などのあらゆる仕事を任されている。旧版以上にルールにとてもうるさいが、常にクールで頼もしい存在。デザイン上も旧版の肥満体型から、筋肉質な体型へと変更されている。ヒューイ・デューイ・ドナルドがギリギリ持てた重そうな大きい財宝を、軽々と片手で持ち上げていた。
過去にスパイだった経歴をもち、知的な上に高い戦闘能力を持っており、局長を務めるラドウィッグ・ヴァン・ドレイク教授からの紹介でスクルージとは当時のスパイパートナーでもあった。
スパイをしている時は、「エージェント22」と呼ばれていた。
ランチパッドの影響で「ダークウィング・ダック」にハマる。
ランチパッド・マクワック（Launchpad McQuack）
声 - 田中進太郎 / 英 - ベック・ベネット
スクルージの運転手兼パイロット。なんでも運転できるタフガイでジョークが大好き。ただし旧版同様天然で少し抜けており、すぐに墜落して大惨事を起こすこともしばしば。マクダック邸のガレージに住んでいて、テレビドラマのヒーロー「ダークウィング・ダック」の大ファン。
デューイと親友。
セントカナードでの、ドレイクとの再会して以降、昼はダックバーグのスクルージのパイロット、夜はダークウィング・ダックの助手として活躍している。
今まで車を無免許運転しており、11話で運転免許を取得。免許証によると1987年9月18日生まれ。
冒険少年クラブの指導者をしていて、ちゃんとルールを守っているが、テントがうまく作れなかったり、台本を読むときに、ジュースのしみまで読んでいた。
インテリビームを浴びて賢くなったことにより、新たな人格{以下00D(ダブルオーダック)}が発現。
旧版ではスクルージを「大将」と呼んでいたが、本作では「旦那」と呼び、丁寧語を使っている。旧版ではスクルージの運転手をしていたダックワースのポジションも担当している。
デラ・ダック（Della Duck）
声 - 岡村明美 / 英 - パジェット・ブリュースター
本名は、ダンベラ・ダック。ドナルドの双子の妹で、三つ子の母親。本名で呼ばれるのを嫌っている。一度やると決めたら最後までやり遂げる性格。ドナルドやスクルージと共に数々の冒険を経験してきたが、スクルージが建造したロケット「セレネの槍」に無断で乗り込み、準備不足のまま飛び立ったことで月から戻れなくなった。月に不時着した際の事故が原因で左足を失い、義足を付けている。当時息子たちは卵だったため、その姿を見ないまま10年に渡り月面生活を送ってきた。
イタクワック島にいるセレネと仲良し。
月では、ペナンブラと、隣の家だった。
後に月の民の協力によりセレネの槍を修復し、地球に帰還する。それからすぐの間は母親としての立ち振る舞いに悩むが、最終的には家族として馴染むことができた。息子にはそれぞれジェット（ヒューイ）、ターボ（デューイ）、レベル（ルーイ）と名付けようとしていた。
月に行く前はランチパッドではなくデラが飛行機を操縦していた。現在ランチパッドがサンチェイサーと呼んでいる機体も、元々はデラがクラウドスレイヤーと呼んでいた。
ジャイロ・ギアルーズ（Gyro Gearloose）
声 - 川中子雅人 / 英 - ジム・ラッシュ
スクルージに雇われている発明家のニワトリで、天才だが少しズレた感性の持ち主。製作したロボットは半数が暴走した。小さなロボットのリトル・バルブをアシスタントにしている。調子に乗るととんでもない発明をしがちだが、スクルージにクビにされることを恐れて自重している様子。
ニッポンに住んでいた頃は、旧版と同じ髪型で、温厚な性格だったが、現在の彼は研究以外に興味がない偏屈な癇癪持ちになっている。自分の気持ちを伝えることが苦手…というよりは、ニッポンで起こった事件がきっかけで、彼は塞いでしまった。だが、マークビークスが発明したB.U.D.D.Y.ロボットに対する意見を言えた辺り、それまでは自分の意見を言えず、他人に振り回され、流されていた。
新たな男の子ロボットを造ろうとしている。
クアックファスター（Mrs. Quackfaster）
声 - / 英 - スーザン・ブレイクスリー
マクダック邸の書庫で司書を務める女性。旧版でのフェザービーにあたる。職務に忠実で書籍や書類の整理が得意だが、時々意味のわからないことを発声したり、暴走したりする。ダックバーグ図書館の司書も兼任している。
ダックワース（Duckworth the Butler）
声 - 佐々木薫 / 英 - デビッド・ケイ
スクルージの忠実で優秀な執事。旧作と違い既に逝去しているが、現在も幽霊の姿でマクダック邸に常駐し、スクルージのピンチに駆け付ける。スクルージの誕生日会にて、ビーグルママの息子の一人であるブラックアーツ・ビーグルによってあの世から物質世界に呼び出された。そして自分が幽霊であることを利用し、三つ子が招待した悪党達を追い払った。ドラマティックな演出も御手の物。
遅くともデラが月へ行くまでは存命で、回想場面やスクルージがタイムトラベルで過去のクリスマスパーティーを訪れたシーンでは生前の姿で喋っている。
ラドウィッグ・ヴァン・ドレイク（Ludwig Von Drake）
声 - 沢りつお / 英 - コーリー・バートン
ロンドンを拠点としている、ダックバーグの情報機関 S.H.U.S.H.の局長。世界滅亡のために備えた金のなる木の種の保管庫を開発するなど、様々な危機に備えた発明をなさった天才科学者。
最終話までは回想シーンや前述の保管庫の説明ビデオにしか登場しておらず、ウェビーの部屋に貼られているマクダック一族の家系図でも故人扱いされていたが、彼は今も存命しており、長年に渡り、F.O.W.L.の施設に幽閉されていたことが判明。唯一ウェビーの誕生の秘密を知っている。

### 周辺人物
グラッドストーン・ガンダー（Gladstone Gander）
声 - 川島得愛 / 英 - ポール・F・トンプキンス
ドナルドのいとこ。スクルージの甥で三つ子のおじさんでもある。常に20ドルのお金を拾う強運の持ち主。ドナルドとは対照的にラッキーだけで生きているイケメンガチョウ。マコー（マカオ）にあるホテルで起きたトラブルに巻き込まれたため、助けを求めるが、自分の運に絶対の自信があり、向上心がなく怠け者のため、スクルージ達にも嫌われている。
他力本願なところがあり、スクルージの機転とドナルドの運の悪さのおかげで助かった時も全て自分の運のおかげだと発言。そのため自分を羨望していたルーイにまで愛想を尽かされたが、改心する様子はなかった。
もしも彼の運がなければ、ドナルドのような不運の人生を歩むこととなっていたのだろう。
フェズリー・ダック（Fethry Duck）
声 - 西脇保 / 英 - トム・ケニー
グラッドストーンと同じくドナルドの父方のいとこ。スクルージの秘密ラボの管理人をしている。思わせ振りな発言があったゆえに、科学者と誤解されたが、「だったら科学者になればいい！」と決意し、彼のメンバーであるミッツィーと共にラボを後にした。
月の民による攻撃により、デラ一行を乗せたサンチェイサーがある島に撃ち落とされた同じ頃、彼はグラッドストーンと共にミッツィーに乗って、デラと三つ子、そしてドナルドと合流した。
スクルージとルナリス将軍の対決の末、ミッツィーがルナリス将軍を乗せた黄金の戦艦を地球から追放した。
英雄ストークレス（Storkules）
声 - / 英 - クリス・ディアマントポロス
ギリシャのイタクワック島の神殿を管理している英雄。ゼウスの息子でセレネの弟。
ドナルドを自分の親友だということを何よりの自慢としている。
月の女神セレネ（Selene）
声 - 桜木可奈子 / 英 - ニア・ヴァルダロス
ギリシャのイタクワック島の神殿を管理している一人、月の女神。ゼウスの娘でストークレスの姉。
不思議な予言でデラを誘うも、なぜか息子のデューイを呼んだ張本人。母を探していたデューイに思いでの写し「セレネの珠」を授けた。
ウェビー主催の冒険に参加したスクルージの友、ジンの為に神殿を貸したこともある。
後日改めて、マクダック邸にてデラと再開。父ゼウスから取り上げた冠の力を三つ子とウェビーに一時だが与えた。それにより、巻き込まれた被害者達を救うことはできたが、未だゼウスの神の力が戻ったことに気がついたかどうかは別の話。
バッバ・ダック（Babba Duck）
声 - / 英 - ディー・ブラッドリー・ベイカー
台風がやって来る中、マクダック邸の前に突然現れたダック。
現代のマクダック邸で生活していく中で、ホットドッグをたらふく食べるようになったり、とある杖を取ったりしたことで、彼はマクダック一族の様々な要因となる。
フェントン・クラックシェル・カブレラ（Fenton Crackshell-Cabrera）
声 -  宮本誉之 / 英 - リン＝マニュエル・ミランダ
無給でジャイロのインターンをしているドジな青年。旧版ではスクルージの会計士だったが、本作では職業が異なり羽の色も違っている。警察官の母親と二人暮らし。
人々の役に立つ発明をしたいと思っているがうまくいかないことが多々あり、何度かクビにされかけている。トイレを研究室にされている。とある一件から、ジャイロが開発したロボットスーツを着てスーパーヒーローのギズモ・ダックに変身するようになる。
旧版ではギズモ・ダックはロボダックと翻訳されていたが、本作では原語版と同じ名前になっている。本作のギズモ・ダックのスーツは音声認識で様々な機能を使い分け、起動パスワードは「戯言を言うたわけ者」。正体を知っているのはスクルージの他に新たにその場にいたデューイとランチパッド、そして勘付いたジャイロ が加わった。後にウェビーや自身の母親にも正体がバレている。ニッポン（日本）に訪れるまではジャイロに名前を呼ばれることはなかったのだが、アキタ博士との対決の末に初めて名前を呼ばれ、正式に雇われる。
リナ・セイブルウィング（Lena Sabrewing）
声 - 種市桃子 / 英 - キミコ・グレン
少し影があるクールな女の子で、ウェビーにとって初めての同性の友達。紫色の宝石でできたペンダント状の魔法のお守りを持ち歩いている。元々はマジカがスクルージに復讐するためのスパイとして動き、常に行動を制限されていた。
15話でカネ食いザメ(ティファニー)と戦う時に、ウェビーが魔力を使って倒すことを提案した時に、正体がバレないように、全否定する様子があったが最後は、ウェビーのために魔力を使った。
マジカからの自由を条件にウェビーに近付くが、彼女に友情を感じるようになり、マジカがスクルージと対峙したときにはウェビーを守る。
ウェビーの影として守ってから影の世界で生きることになった彼女のため、ウェビーは物質世界に戻す方法を探すべく訪れた図書館にて、オカルト好きのバイオレットと知り合う。バイオレットが影との戦いにて拾ったマジカの杖の欠片が彼女に反応し、一度暴走はしたものの、結果的に彼女は影の世界から戻ることができた。それ以降、彼女はバイオレットの養兄弟姉妹として引き取られた。
魔法を奪われたある夜、ウェビーとバイオレットにマジカの塒へ連れられ、アミュレットの魔法をコントロールする修行を渋々お願いした。彼女たちの魔法を奪ったファントムブロットと再び対峙する際、彼女がウェビーとバイオレットに作った友情のブレスレットの力により、彼女の姿はマジカとは正反対の白い魔女そのものとなった。
ゴールディ・オギルト（Goldie O'Gilt）
声 ｰ 水野ゆふ / 英 - アリソン・ジャネイ
スクルージのライバルにして女泥棒、詐欺師。旧作では、「キララ・ゴールディ（英語: Glittering Goldie）」という名前で、スクルージの彼女だった。
若返りの泉を見つけた。
16話でスクルージと共に、黄金の沼を探しに行った時に、金の液体に落ちてしまったが、でもゴルゴンの目をつけていたため、火傷しなかった。
スクルージ以外は、何一つも信じていないらしく、ドレイク家の誕生会にルーイと出席する際は、結果的にはしてやったりだったが、ドゥーファスに囚われていたところをルーイに助けられたことで、ルーイを心を開いた相手リストに加えた。
ルーイに一度助けられたことをきっかけに、二人を助けようと、若さを捨てる決意をした。
バイオレット・アポロニア・セイブルウィング（Violet Apollonia Sabrewing）
声 - 川井田夏海 / 英 - リブ・ベアアー
オカルト好きで変わり者の女の子。図書館でウェビーと出会い、すぐに打ち解ける。リナの魔法のお守りをダックバーグの砂浜で拾い、ずっと持っていた。
彼女は冒険少年のシニアクラス、ヒューイ以上に努力家である。
二人の父親をもつ。
ホセ（José Carioca）
声 - 中尾隆聖 / 英 - バーナード・デ・ポーラ
ドナルドが大学にいた頃に結成されたバンド「三人の騎士」のメンバーの一人。過去に、真夜中でマクダック邸のガレージにて何時間も演奏をしていたらしい。
ブラジルの花の祭りがあると言われている村にてドナルドと再会する。空の旅行の客室乗務員を務めている。
パンチート・ピストルズ（Panchito Pistoles）
声 - 古川登志夫 / 英 - アルトゥーロ・デル・プエルト
三人の騎士からのゲスト出演。ホセとドナルド並びに「三人の騎士」の一人。
ミュージシャンを務めているが、一度は売れたものの少し落ちぶれていたため、再ブレイクのきっかけを求めていた。
ブラジルでの再会をきっかけに、バンドを再結成し、ヨーロッパツアーをしようと計画中。
本来、腰の左右にあるホルスターには銃を装着しているが、本作では銃の代わりにスマートフォンを装着している。
ランプの精（Gene the Genie）
声 - 後藤ヒロキ / 英 - ジャリール・ホワイト
旧作からのゲスト出演。3つまで願いを叶えてくれるランプの魔神。初めは、番組のクリエイター「ジン・コリババ（英語: Gene C.Baba）」として作ったり、マクダック一家の写真家として出演した。
グーフィー・グーフ（Goofy Goof）
声 - 宮本崇弘 / 英 - ビル・ファーマー
パパはグーフィーからのゲスト出演。ドナルドの親友。従来と変わらずドジである。
自身の息子であるマックスとの思い出の写真を肌身離さず持っている。
デイジーダック
声 - 土井美加 / 英 - トレス・マクニール
クワック・パックからのゲスト出演。
従来とはベクトルが違うが、癇癪持ちであることには、ドナルドと変わらないようだ。
エマ・グラモアが年に一度にやってくると聞き、数ヵ月前からパーティを用意し主催。そんなパーティ会場であるダックバーグ博物館にてドナルドと知り合い、途中現れたパーティ荒らしをドナルドと共に逮捕にまで追い込んだ。
ドナルドに邸の船でデートに誘われるが、ストークレスによって二人のデートがぶち壊される。邸を去ろうとしたが、思わぬ危険を察知し、三つ子、ウェビーと共にドナルド達を助け、ドナルドとは改めて、両想いとなる。
ファーガス・マクダック（Fergus McDuck）
声 -  / 英 - グレアム・マクタヴィッシュ
スクルージの父親。旧作では逝去したが本作は妻ダウニーと共に、5年に一度姿を表すとされる街ディズマルダウンズに住んでいる。スクルージに家を建ててもらったが、その素材にかかっている魔法により、彼ら夫婦は永遠の命を手に入れてしまった。彼はスクルージよりもパワフルで、その強さはスクルージに腕相撲の対戦相手を申し込まれるほどである。
割りと寂しがり屋で、スクルージにキツく当たる。その一年と少し後、またまた財宝が原因で喧嘩及び衝突するが、ウェビーの言葉で目が覚める。
ダウニー・マクダック（Downy McDuck）
声 -  / 英 - アシュリー・ジェンセン
夫ファーガスと同じくディズマルダウンズに住むスクルージの母親。旧作では逝去したが本作は存命しており、穏やかな旧作と異なり、ルールにはうるさい。
マチルダ・マクダック（Matilda McDuck）
声 -  / 英 - ミシェル・ゴメス
ホーテンスとその兄であるスクルージの妹でドナルドとデラの伯母。黄色いシャツに青いズボン、頭の左側に赤い花の髪飾りをつけている。両親と同じくディズマルダウンズに住んでいる。第一話では、ウェビーの部屋にある家族構成表で、名前のみ登場。
スクルージの飼っていたペットであるフェスカーズに落書きをしたことがある。
ホーテンス・マクダック（Hortense McDuck）
声 -  / 英 -
スクルージの妹であり、デラとドナルドの母親。マチルダと同じく、第一話ではウェビーの部屋にある家族構成表で、名前と写真のみ登場。
会社を立ち上げた少し後のスクルージにデラとドナルドを預けた。
メイ（May Duck）
声 -  / 英 - リキ・リンドホーム
従来作品におけるデイジーの姪で三つ子の次女メイ・ダックだが、今作では双子として登場した。長女ということになっている。黄色のリボンで好戦的な性格で任務に忠実だったが自分達が作られた理由を知り、役立たずと落ち込むもウェビーの説得で和解し、スクルージの味方になった。
ジューン（June Duck）
声 -  / 英 - ノエル・ウェルズ
従来作品におけるデイジーの姪で三つ子の三女ジューン・ダックだが、今作ではメイの双子の妹ということになっている。水色のリボンでどこか子供っぽい部分がある。その後、ウェビーの説得でジューンと共にスクルージの家族になった。
ガンドラ・ディー（Gandra Dee）
声 - / 英 - ジャミーラ・ジャミル
F.O.W.L.の元メンバー。かつてエージェント・Dという名で活動していた。旧作はフェントンの前の職場の同僚で長身で落ち着いた女性だったが本作では、ヘッドフォンを首にぶら下げている黒タンクトップの雌鳥。スタンガン並の電撃やターミネーター以上のアナリシスを持つ。ジャイロ曰くスパイ。科学者としてフェントンと気が合い、デートに誘う。ヒューイとウェビーにより、それまでに無関心だった彼への印象が恋へと変わる。
最終対決の際に用意されたスパイ用のモニターと、ウェビーの言葉により、彼女はダックファミリーを助けることを決意。
その後、彼女はフェントンと両思いになる。

### 敵
フリントハート・グロムゴールド（Flintheart Glomgold）
声 - 野川雅史 / 英 - キース・ファーガソン
世界で二番目の億万長者で、グロムゴールド産業の社長。旧作ではスクルージから世界一の大金持ちの座を狙っており、隙あらばスクルージを亡き者にしたがる卑劣な悪者。場合によっては従業員すらも平然と見捨てる。計画に無駄が多く、旧作以上に間抜けな面が強調されている。スクルージと同じスコットランドの出身で、民族衣装のキルトを着ている。髭は付け髭のため交換可能。億万長者クラブのメンバー。
カネ食いザメが現れた週に、スクルージの会社を3回爆破しようとしたが、毎回未遂。逆に、スクルージの大きな豆の木によって、会社を壊された。
マジカが街を荒らした際に行方不明となり、その間はザン・オウルソンという女性がグロムゴールド社のCEOを代行していた。復帰して以降もオウルソンは秘書として残り、事あるごとに彼の破天荒な発言を諭している。一時的ではあるが、ルーイに会社を含む全財産を奪われたことがある。その後、彼の会社はマクダック・エンタープライズの子会社として建て直す。
月の民との対決では、策を読まれて潰されて苦しんでいたスクルージたちの前に現れ、彼の作戦などによって地球を救うことができた。
ニッポンでも事業を展開しているらしく、エナジードリンクの広告塔として登場している。
マーク・ビークス（Mark Beaks）
声 - 白川周作 / 英 - ジョシュ・ブレナー
名前はマーカス。ハイテク企業ワドル社の創設者でCEO（最高経営責任者）を務める、凄腕若手実業家のアフリカングレイパロット。預金は本物だが自身の利益や名誉のことしか考えておらず、従業員の地位も気分次第な口先だけの自己中心的な性格。嘘の新商品の企画書を宣伝して投資させるなど、詐欺同然の行為もしている。魔法少女アニメのファンという設定がある。
自分の評判を上げるために常にスマホを離さず、すぐにSNSにアップし、スマホのスペアも何個かある。
億万長者クラブに入りたがったが、スクルージだけでなく悪党のグロムゴールドにすら相手にされなかった。スクルージのまぬけな噂を広めようと頑張っている。ジャイロが発明したギズモ・ダックに興味を持ち、いつか自分のものにしようとしている。
ファルコン・グレーヴス（Falcon Graves）
声 - / 英 - ロビン・アトキン・ダウンズ
仕事のためならば何事もためらわない冷酷な鷲。
「プロジェクト・じゃじゃーん」を盗むため、ワドル社に入ったものの、新入社員であったヒューイの頭脳とデューイのひらめきにより、彼の計画は阻止された。
彼は、ダックバーグ博物館にて年に一度開かれるデイジー主催のパーティーをジャックした。彼の計画はうまくいっていたが、思わぬ侵入者によって、彼は逮捕される。
ビーグル "ママ"（Ma Beagle）
声 - / 英 - マーゴ・マーティンデイル
ワールドワイドなギャングファミリー、ビーグル一家のボス。旧作より残忍な性格だがファミリーは大事にしている。ビーグルボーイズに悪事を指示する司令塔。マクダック邸にあるダックバーグの所有権を狙っている。
ビッグタイム・ビーグル（Big Time Beagle）
声 - / 英 - エリック・バウザ
ビーグル・ボーイズ "オリジナル"のリーダー。兄弟で一番賢いが間が悪く、ママに認められないでいることに不満を抱いているが、ハグしてもらいたがるなど若干マザコンである。旧版同様名前に反してボーイズで一番の小男。
バウンサー・ビーグル（Bouncer Beagle）
声 - 吉田勝哉 / 英 - エリック・バウザ
ビーグル・ボーイズ "オリジナル"のメンバー。頭は悪いが力持ちの大男で、ママと兄貴の命令はきくなど本作のビーグルボーイズの中では一番旧作に近い。
バーガー・ビーグル（Burger Beagle）
声 - 松川裕輝 / 英 - エリック・バウザ
ビーグル・ボーイズ "オリジナル"のメンバー。食いしん坊で太っていた旧版と違い、1番痩せ型でほとんど喋らず唸るだけ。なお、バギー・ビーグルは登場せず、他にも旧作にも登場しなかった多くの兄弟達がいる。
マジカ・デ・スペル（Magica de Spell）
声 -冬馬由美 / 英 - キャサリン・テイト
スクルージのダイム（幸運の10セントコイン）を狙っている魔女。どこか抜けていてスクルージと共闘することもあった旧版と違い、冷酷な悪役。
ファントムブロットの住処を壊し、同時に自分の魔法の一部を奪われた。
15年前、ダイムを狙ってスクルージと対決した際にダイムに肉体を封じられる。その際、復讐のために自分の影からリナを創り出し、スパイとしてこの世に遺す。リナの魔法のお守りは、マジカの魔法の杖が変化したものである。力関係は魔力を持つマジカの方が強く、リナの行動を制限してきた。自由をちらつかせてリナを脅し、リナの悪夢の中ではウェビーを殺してしまった。
後にリナを操ってダイムから自身の肉体を解放し、スクルージと再び対峙するが、敗北し、魔法の杖と共に魔力をほぼ完全に失う。
その後、アミュレットを奪い返すため、現在はファントムブロットがいると思われる「ファンゾーのファンゾーン」にて働くことにした。
ファントムブロットから魔力を、リナからはアミュレットは取り返せたものの、アミュレットが変化した杖が原動力であるためか、杖を沼に沈められたせいで、無力なるものへと成り下がる。
ゼウス（Zeus）
声 -楠見尚己 / 英 - マイケル・チクリス
ギリシャのイタクワック島に住む最高神、英雄ストークレスの父。
スクルージがゴルゴンの首を取ったことにより、民はスクルージを英雄として崇めるようになった。それから彼は名声も失い、スクルージを憎むようになった。
あまりにも何らかの度が過ぎたのか、或いは何らかの制限なのか、娘であるセレネに冠を奪われたことにより、神の力を失う。兄弟であるハデスに相談するも、影ではポセイドンやアテナにも嗤われている。だが、セレネがいないことに気づき、冠を取り戻した。
ドン・カルナージ（Don Karnage）
声 - 津田英佑 / 英 - ハイメ・カミーユ
テイルスピンからの出演。空賊のリーダーの狼。あくどい盗賊団のリーダーで、よその飛空挺に遭遇し、乗り込んではミュージカルを主流とした盗みをしている。演出にこだわっているからなのか、なにかと傍若無人である。
自分たちの飛空艇にたまたま乗り込んでいたデューイに、一時的とはいえ、自分を照らすスポットライトとリーダーの座を奪われたことで、デューイを憎んでいる。
ルナリス将軍（General Lunaris）
声 - こばたけまさふみ / 英 - ランス・レディック
月の将軍。当初はデラに対し寛大な人格者として接するが、地球侵略の野望にデラを利用する。地球に怯えていた父親へのコンプレックスから地球侵略の野心を持ち、地球のエネルギーの秘密はマクダック一族の末裔、スクルージ・マクダックであると思い、地球侵略の第一歩として、ダックファミリーを倒そうと目論む。ダックファミリーを調査して弱点を調べ上げ、月に来たドナルドを捕まえた。
地球を月の衛星にする計画は、スクルージのあらゆる作戦を読んでは順調であったものの、新たに加勢したグロムゴールドによる、意外すぎるほどにおバカな計画により混乱して作戦は失敗。月を「惑星月」と言っていた。
彼は月に代わる新しい地球の衛星となり、永遠の宇宙の放浪者となった。
アキタ博士（Akita）
声 - ケイリー=ヒロユキ・タガワ
トウキョークの科学者の秋田犬。インターンであったジャイロと共に子どもロボット、後のボイドを開発したが、ジャイロの設計ミスで暴走したボイドがトウキョークを破壊し、ジャイロを解雇して研究室を閉鎖した。
ヨルムンガンド（Jormungandr）
声 - クリストファー・ヒヴュ
虹の彼方に存在するヴァルハラにて、10年に一度目覚めるとされる、VMCの会長にしてヴァルハラの王者。彼の試合は、世界の存亡を左右させる。
彼による地球の存亡をかけたバトルロワイヤルにてチームの一員として協力していたヴァルハラの住民に反感を買い、ベアードの力を得たチャンプポピュラーに敗れ、再び眠りにつく。
ポー・デ・スペル（Poe de Spell）
声 - / 英 - マーティン・フリーマン
マジカ・デ・スペル双子の弟。旧作では、カラスの姿で登場したが、今作では、本来の姿で登場している。

### その他
ペナンブラ中尉（Lieutenant Penumbra）
声 - / 英 - ジュリー・ボーウェン
ルナリス将軍の側近。ルナリスの命令でデラのルームメイトになった。当初はデラの優しい心に疑念を抱き、地球が月を侵略するための先鋒と考えていたが、徹底した優しさを見て彼女を信頼するようになる。
ダックファミリーに協力してルナリスを倒した後、ランチパッドに一目惚れされた。家族が地球に移住し、地球の生活を楽しんでもらおうとするウェビーと打ち解け、地球で暮らし始める。
ファリス・ジン（Faris Djinn）
声 - / 英 - オミッド・アブタヒ
犬の戦士にして、魔神族の末裔。彼がダックバーグにやって来たのは、イフリートの夜明けまでにかつての冒険の知り合いであったスクルージにランプを返してもらう約束のためで、夜明けまでにランプを渡さないと大変なことになると言うが、実際はその日が誕生日というだけで特に何も起きない。彼の九代前、つまりご先祖様がランプの魔神と恋に落ちてこれを解放し夫婦となり、一族の大事な思い出の品としてランプを求めたことを明かし、感動したスクルージは冒険で発見した宝を美術館で一般公開する。
アミュネット（Amunet）
声 - /英 - クリー・サマー
エジプトの太陽神のファラオ、トスラに仕えるミイラの格好をしたジャッカル。彼女はエジプトのピラミッドに長い間住んでいたが、スクルージたちとの出会いをきっかけに外の世界に興味を持つ。
ランチパッドたちと共に太陽神を退けた彼女たちは、ブリトーの味を知る。
ジム・スターリング（Jim Starring）
声 - こばたけまさふみ / 英 - ジム・カミングス
ランチパッドが大好きな90年代のテレビドラマ「ダークウィング・ダック」の主演俳優だったダック。スタント抜きのアクションにこだわっていたが、途中で番組が打ち切られてしまった。マクダック・エンタープライズによる映画の打ち合わせに旧作テレビ俳優として呼ばれたが、新作映画の主演が新人俳優のドレイク・マラードだと知り、彼に敵意を見せる。
ランチパッドを連れて新作の撮影現場に乱入し、セットを破壊してドレイクのスポットライトを奪おうとするが、ランチパッドの説得でヒーローらしくない行動をしていると気付き、彼らを助けて撮影道具の爆発に巻き込まれる。下水道に隠れて生き残っていたが、ドレイクへの憎しみで狂気に走り、ダークウィング・ダックと色違いの悪役「ネガ・ダック」として活動する。
ドレイク・マラード（Drake Mallard）
声 - 時永ヨウ / 英 - クリス・ディアマントポロス
旧作ではダークウィング・ダックの本当の名前だったが、本作ではリブート映画のダークウィング・ダック役の俳優として登場。
セントカナードに住んでいる。ランチパッドと同じくダークウィング・ダックの大ファンで、幼い頃は苛められていた。彼の楽屋に侵入したランチパッドに出会い、ダークウィング・ダックの話題によって彼と打ち解ける。その日は映画の撮影で、途中で嫉妬したジムに邪魔されたが何とか間に合った。ジムとの対決の末、撮影現場が破壊されて仕事を失うが、ランチパッドに背中を押されて本物のヒーローとして活動を始めた。なお、ランチパッドは彼の名前を聞いたことがないという。
月の民との対決では、知名度がないことを利用されてスクルージと入れ替わり、共にマクダック邸を取り戻した。
月の侵略を防いで以降も、なかなか知名度は上がらない。セントカナードにフェントンと共に基地を建設。ランチパッドの提案でセントカナードを周る途中、とあるラボに侵入しようとしている謎の少女ゴサリンと出会い、ラボの一員であるバルバに発見されてダークウィングダックの知名度が上がる。ゴサリンと祖父が発見されるまでに、彼女と共に行動しようかと考えている。
そして、セントカナードにはびこる犯罪を成敗すべく、ダークウィング・ダックは、ランチパッド、ゴサリンとともに行動を開始する。
彼の基地にあるGEARは彼の友であるフェントンが開発した。
ゴザリン・ワドルマイヤー（Gosalyn Waddlemeyer）
声 - / 英 - ステファニー・ベアトリス
セントカナードに住んでいるダックの少女。仕事から突然帰ってこなくなった祖父のサディアス博士を探している。祖父の親友であったバルバ博士に祖父が別の次元に飛ばされたと考え、一人バルバのラボに忍び込んだところ、ドレイクとランチパッドと出会う。
結局祖父は見つからなかったが、事件に巻き込まれた被害者たちを取り戻し、バルバの計画を無事に阻止する。結局振り出しに戻り、ドレイクやランチパッドと新たな事件を捜査する。
ボイド・ドレイク（Be.Only.Yourself.Dude.）
声 - 種市桃子 / 英 - ノアー・ベアード
マーク・ビークスを子供にしたような外見のアンドロイド。
親子写真で人気を集めようとしたビークスの息子に設定され、ドゥーファスの財産の一部を狙うビークスと誕生日会に出席した。自分を普通の子供だと思っており、ルーイに正体を暴かれてアイデンティティの崩壊を起こし、兵器モードになって暴走する。ドゥーファスにリモコンのスマホを奪われてルーイとゴールディを襲うが、ルーイの一計でドゥーファスの新しい弟（ルーイによると誕生日プレゼント）に設定され、ドレイク夫妻の口座に祖母の財産の半分を転送した。
その正体はニッポンのトウキョーク（東京）でアキタ博士と彼のインターンだったジャイロに造られた子どもロボットだった。本当の名前は「2-BO」。ウッドチャック団で意気投合したヒューイと親友になるが、ジャイロは彼を危険な兵器だと思っていたらしく、彼を兵器として利用していたアキタ博士との対決の末に、ジャイロが「本物の子ども」だと認めたことで、正式に男の子として過ごし始める。
ボンビー（Bombie）
声 - / 英 - フレッド・タタショア
ヘロン海のファルコン島にて封印されていた、世界一の金持ちにふりかかる呪いの具現。スクルージが封印に使っていた人工衛星をルーイが破壊したことで封印が解かれた。彼が狙っているものは唯一、「お前(呪われている者)にはないもの」。
テヅカ警部補（Inspector Tezuka）
声 - / 英 - タムリン・トミタ
フルネームは手塚凛子。ニッポンのトウキョークの警部補のカラスの女性。ボイドがトウキョークを破壊した事件でロボットを嫌っている。山之内学園の卒業生。両親はハンターだったが、狩猟ではなく、警察官の道に進む。
ハデス（Hades）
声 - / 英 - クリス・ディアマントポロス
冥界を支配する者であり、最高神ゼウスの兄弟。かつてゼウスに封印された巨人を管理している。
サンタクロース（Santa Claus）
声 - / 英 - ヒュー・ボネヴィル
毎年のクリスマス前の夜、子どもにプレゼントを届けているシロクマのサンタクロース。第31話では、オブジェとして登場している。
スクルージとは元々クリスマスでのビジネスパートナーであったが、トナカイを捕まえてからは、意見のズレによってスクルージとは敵対関係になる。三つ子が生まれて11年目のクリスマスでは、久しぶりにマクダック邸を訪れ、スクルージに直接助太刀を申し出る。
キット・クラウドキッカー（Kit Cloudkicker）
声 - / 英 - アダム・パリー
ジャングルブックのスピンオフ作品テイルスピンからのゲスト出演。今作では、成長した姿で登場している。
惑星の任務中に失くした貨物を探すため、デラと三つ子を助ける。デラとは航空学校からの知り合い。
現在は、輸送機ハイヤーフォーハイヤーの正式パイロットとして勤めている。

### F.O.W.L.（フィエンディッシュ世界窃盗機関）
ブラッドフォード・バザード（Bradford Buzzard）
声 - / 英 - マーク・エヴァン・ジャクソン
O.W.L.もといF.O.W.L.の設立者にしてリーダーで、小さい丸メガネをしているハゲタカ。表向きの彼は、スクルージの経営するマクダック・エンタープライズのCFOを務めている。白い眉毛に片眼鏡のベントレー、大きい丸眼鏡のビューフォードとは3人一組で行動している。
彼はスクルージに、クリスマス以来の再会を祝してスカウトされた。
一年前は影に支配され、そして翌年の冬は地球外生命体の襲来によって世界が崩壊しかけていた。これらはダックファミリーが原因だと考えた彼は、ダックファミリーを亡き者にしようと、彼率いるF.O.W.L.は本格的に動き出す。
彼は、伝説の冒険家イザベラ・フィンチの孫だが、冒険が大嫌いだった。そして、その冒険が世界を破滅へと誘うと考えた結果、世界から“冒険”という概念を失くすことを目的としていた。そして、ソレーゴの回路へ、ベントレーとビューフォード、そしてブラックへロン、そしてドナルドを誘おうとするが、思わぬ裏切り者により計画が失敗に終わる。そして、F.O.W.L.は敗北した。
ブラックヘロン（Black Heron）
声 - / 英 - エイプリル・ウィンチェル
F.O.W.L.のメンバーの一人。赤いカチューシャをしている黒サギの女性。かつて、世界征服までもう一歩というところでエージェント22の助手であったエージェント・マクダックに邪魔をされた。牢屋に入れられたものの、そこで出会ったブラッドフォードの助けによって脱獄。
スティールビークと共に、第三の目のダイヤを用いて開発したインテリビームでスクルージを誰よりもおバカにする計画を練るも、スティールビークにインテリビームを奪われ、失敗に終わる。
彼女は、スクルージの遺伝子からエイプリル、メイ、ジューンを造った。
最終対決の際、彼女はリーダーのブラッドフォードの裏切りによってソレーゴの回路へと誘われてしまう。
ファントムブロット（Phantom Blot）
声 - / 英 - ジャンカルロ・エスポジート
F.O.W.L.のメンバーの一人。魔法を何よりも嫌っている。一人好きなところもあり、ペッパーには振り回されがち。子どもたちの遊び場にしてアミューズメントパーク「ファンゾーのファンゾーン」のマスコット「ファンゾー」として管理している。真っ黒な姿をしていて、魔力を操る黄金のガントレットを右腕につけている。かつてマジカに彼の村を焼き払われたことで、去り際の彼女の魔力を一部だが奪った。しかし、彼女の姪にして影であるリナの新たな力によってガントレットが暴発し、全ての魔力が主にかえる。
ダックファミリーが対F.O.W.L.の訓練を行っている間、コリババの財宝から魔法のランプの精ジーンを奪った。
スティールビーク（Steelbeak）
声 - / 英 - ジェイソン・マンツォーカス
F.O.W.L.のメンバーの一人。旧作より参照。
組織のイジられ役。間抜けといわれるのが嫌いな鋼の嘴のような自称キレモノ。鋼の嘴はブラックへロンが造った。
ダックファミリーに怪しまれないように、彼らをファンゾーンから追い返すはずが、ダックバーグの住民たちを腹ペコにしオモチャを食わせるという、目的から外れた計画を練ってしまった。第三の目のダイヤを用いたインテリビームを浴びて賢くなったランチパッドによって、計画は失敗に終わった。
ダックファミリーが対F.O.W.L.の訓練を行っている間、セントカナードにて、ダークウィングから行方不明の秘宝“ソレーゴの回路”を盗んだ。
最終対決の際、新たなギズモダックの登場により、彼は混乱して逃亡。
ジョン・D・ロッカーダック（John D Rockerduck）
声 - / 英 - ジョン・ホッジマン
F.O.W.L.のメンバーの一人。フリントハート・グロムゴールドに並ぶ、スクルージ・マクダックのもう一人のライバル。1930年代、かつてガンプションから地下の金塊を騙し取ろうとしたが、カブレラ保安官の機転とスクルージの活躍により計画は失敗。
彼は現在も存命しており、ガンドラの発明した盗聴機から泉の情報を手に入れ、ジーブスと共に泉の在処を目指す。その結果、彼は泉の効果により、スクルージ達と出逢った頃にまで若返る。
ジーブス（Jeeves）
声 - / 英 -
F.O.W.L.のメンバーの一人。ジョンのボディーガード的存在だが、見た目はオリジナルと全く異なっており、ゴリラのような体型をしていて、歯の一部が金メッキである。かつてガンプションでゴールドラッシュが起こった頃からの経歴も謎で、氷付けになっているジョンを抱えたまま、現在も存命している。
ジョンを若返らせるため、泉を見つけようとスクルージ達をつけていたが、スクルージ達に返り討ちにされ、今度は彼が赤ちゃんにまで若返ってしまった。
最終対決では、若返りの泉の水によって本来の姿を取り戻す。
ペッパー（Pepper）
声 - / 英 - エイミー・セダリス
F.O.W.L.のしたっぱにして、メンバーであるファントムブロットのパートナーであるエッグヘッド兵の一人。
彼女はディズマル・ダウンズにあるマクダック家にて、衝突中のダックファミリーを潜り、見事な仕事振りを見せ、ファントムブロットにそれを称えられ、パートナーとして認められる。
タウルスバルバ（Taurus Bulba）
声 - ジェームズ・モンロー・アイグルハート
F.O.W.L.のメンバーの一人。セントカナードに住む科学者。彼の親友サディアスと発明した、なんでも呼び出せる装置ダブロットを利用して、新世界を創ろうと、別の次元からの敵「フィアーサム・フォー」を迎え、セントカナードの街を危険に晒す。だが、彼の親友の孫であるゴサリンとダークウィングダック、そしてランチパッドによって、彼の計画は阻止された。

## スタッフ
- スクルージ原案 - カール・バークス
- ダックテイルズ原作 - ジーマン・メイゴン
- 企画開発 - マット・ヤングバーグ、フランシスコ・アンゴネス
- 監督 - マット・ヤングバーグ
- 副監督・シリーズ構成 - フランシスコ・アンゴネス
- アートディレクター - ショーン・ヒメネス
- リードキャラクターデザイン - ティモシー・M・モーエン
- キャラクターデザイン - ジェレミアー・アルコーン、シャケ・ホーザナリアン、アレックス・カーワン、タパン・ガンディー、他
- プロップデザイン - メラニー・アトウォーター、サラ・クレイグ、トニー・アンサー、タラ・ウィッテカー、他
- ロケーションデザイン - ジャニーン・チャン、デレク・ハンター、ジャスティン・パルパン、ヴァレリー・シュワルツ、他
- リードテクニカルディレクター - ブライアン・コール
- 作画協力 - マット・ヤングバーグ、ダナ・テラス、イズエレル・マン・カルロス三世、アントニー・ホールデン、他
- 色彩設計 - ダニエレ・サイモンソン
- 編集 - ジャスミン・ボクス、ジョン・プライス
- 録音監督 - サム・リーゲル
- 音楽 - ドミニク・ルイス
- プロダクションマネージャー - ローラ・レガンツァ・レイノルズ
- プロダクションスーパーバイザー - ジェイソン・エヴァリスト
- ラインプロデューサー - スザンナ・オルソン
- 制作 - ディズニー・テレビジョン・アニメーション、スニップル・アニメーションスタジオ
- 制作協力 - トゥーンシティ・アニメーション
- 製作著作 - ディズニー・エンタープライズ

## 放映リスト

### シーズン1
吹替版の話数は一部途中で変更されている。当初は原版の第5話が吹替版の第25話とされていたが、2019年10月1日から原版と同じ順番に修正された。それ以前は原版第5話の吹替は放送されず、オンデマンド配信等のみで視聴可能だった。
| 話数 (吹替版)  | サブタイトル （原題）                                                                 | 原案 | 脚本                                                                                    | ストーリーボード | 演出                                      |
| -------------- | ------------------------------------------------------------------------------------- | --- | --------------------------------------------------------------------------------------- | --- | ----------------------------------------- |
| 1A（#1）       | ファミリー・トラブル! （Woo-oo! (Part 1)）                                            | フランシスコ・アンゴネス コリーン・エヴァンソン ノエル・スティーブンソン マディソン・ベイトマン ネイト・フェーダーマン マット・ヤングバーグ                    | フランシスコ・アンゴネス                                                                | エミー・シシエレガ ベン・ホルム ジェイソン・ライチャー デヴィッド・ベイカー マシュー・ハンフリーズ テナー・ジョンソン | ダナ・テラス ジョン・アオシマ             |
| 1B（#2）       | アトランティスへ行こう! （Woo-oo! (Part 2)）                                          | フランシスコ・アンゴネス コリーン・エヴァンソン ノエル・スティーブンソン マディソン・ベイトマン ネイト・フェーダーマン マット・ヤングバーグ                    | フランシスコ・アンゴネス                                                                | エミー・シシエレガ ベン・ホルム ジェイソン・ライチャー デヴィッド・ベイカー マシュー・ハンフリーズ テナー・ジョンソン | ダナ・テラス ジョン・アオシマ             |
| 2（#3）        | ウェビー大活躍! （Daytrip of Doom!）                                                  | フランシスコ・アンゴネス コリーン・エヴァンソン ボブ・スノウ マット・ヤングバーグ マディゾン・ベイトマン クリスティアン・マガリャエス レイチェル・ヴァイン     | レイチェル・ヴァイン                                                                    | エミー・シシエレガ ベン・ホルム ジェイソン・ライチャー                                                                | ダナ・テラス                              |
| 3（#4）        | 10セントを追え! （The Great Dime Chase!）                                             | フランシスコ・アンゴネス コリーン・エヴァンソン ボブ・スノウ マディソン・ベイトマン クリスティアン・マガリャエス マット・ヤングバーグ                          | マディソン・ベイトマン                                                                  | デヴィッド・ベイカー マシュー・ハンフリーズ タナー・ジョンソン                                                        | ジョン・アオシマ                          |
| 4（#5）        | ビーグルママのバースデー （The Beagle Birthday Massacre!）                            | フランシスコ・アンゴネス コリーン・エヴァンソン ボブ・スノウ マディソン・ベイトマン クリスティアン・マガリャエス                                               | ボブ・スノウ                                                                            | エミー・シシエレガ ベン・ホルム ジェイソン・ライチャー                                                                | ダナ・テラス                              |
| 5（#25→#6）    | 地下のモンスター （Terror of the Terra-firmians!）                                    | フランシスコ・アンゴネス コリーン・エヴァンソン ボブ・スノウ マディソン・ベイトマン クリスティアン・マガリャエス                                               | クリスティアン・マガリャエス                                                            | デヴィッド・ベイカー トム・オーウェンズ ヴォーン・タダ ブランドン・ウォーレン                                         | マシュー・ハンフリーズ トム・オーウェンズ |
| 6（#6→#7）     | あやしいホテル （The House of the Lucky Gander!）                                     | フランシスコ・アンゴネス コリーン・エヴァンソン ボブ・スノウ マディソン・ベイトマン クリスティアン・マガリャエス                                               | クリスティアン・マガリャエス                                                            | ダルトン・E・グラントJr トム・オーウェンズ ヴォーン・タダ ブランドン・ウォーレン                                      | マシュー・ハンフリーズ トム・オーウェンズ |
| 7（#7→#8）     | マーク・ビークスの野望 （The Infernal Internship of Mark Beaks!）                     | フランシスコ・アンゴネス コリーン・エヴァンソン ボブ・スノウ マディソン・ベイトマン クリスティアン・マガリャエス                                               | コリーン・エヴァンソン                                                                  | マーク・ガルシア マシュー・ハンフリーズ タナー・ジョンソン                                                            | ジョン・アオシマ                          |
| 8（#8→#9）     | トスラと生けるミイラたち （The Living Mummies of Toth-Ra!）                           | フランシスコ・アンゴネス コリーン・エヴァンソン ボブ・スノウ マディソン・ベイトマン クリスティアン・マガリャエス                                               | マディソン・ベイトマン                                                                  | エミー・シシエレガ ベン・ホルム ジェイソン・レイチャー                                                                | ダナ・テラス                              |
| 9（#9→#10）    | 目指せ!ネバレストの山頂 （The Impossible Summit of Mt. Neverrest!）                   | フランシスコ・アンゴネス コリーン・エヴァンソン ボブ・スノウ マディソン・ベイトマン クリスティアン・マガリャエス ノエル・スティーブンソン マット・ヤングバーグ | フランシスコ・アンゴネス ノエル・スティーブンソン                                       | マーク・ガルシア ダルトン・E・グラントJr カルヴァン・リー カルヴァン・サッグス                                        | トム・オーウェンズ マット・ヤングバーグ   |
| 10（#10→#11）  | セレネの槍を探せ! （The Spear of Selene!）                                            | フランシスコ・アンゴネス マディソン・ベイトマン コリーン・エヴァンソン クリスティアン・マガリャエス ボブ・スノウ                                               | マディソン・ベイトマン                                                                  | エミー・シシエレガ ベン・ホルム ジェイソン・ライチャー                                                                | ダナ・テラス                              |
| 11（#11→#12）  | バディロボットにご用心! （Beware the B.U.D.D.Y. System!）                             | フランシスコ・アンゴネス コリーン・エヴァンソン ボブ・スノウ マディソン・ベイトマン クリスティアン・マガリャエス                                               | フランシスコ・アンゴネス                                                                | ベンジャミン・バリストレリ イヴォン・フリーマン マーク・ガルシア タナー・ジョンソン ジョン・ラミレス                  | ジョン・アオシマ                          |
| 12（#12→#13）  | 不思議なゴルフ大会 （The Missing Links of Moorshire!）                                | フランシスコ・アンゴネス コリーン・エヴァンソン ボブ・スノウ マディソン・ベイトマン クリスティアン・マガリャエス ベン・ジョセフ                                | ベン・ジョセフ                                                                          | ヴォーン・タダ ブランドン・ウォーレン ジェイソン・ズレク                                                              | マシュー・ハンフリーズ                    |
| 13（#13→#14）  | マクダック邸のミステリー （McMystery at McDuck McManor!）                             | フランシスコ・アンゴネス マディソン・ベイトマン コリーン・エヴァンソン クリスティアン・マガリャエス ボブ・スノウ                                               | コリーン・エヴァンソン                                                                  | マーク・ガルシア マシュー・ハンフリーズ タナー・ジョンソン                                                            | ジョン・アオシマ                          |
| 14（#14→#15）  | カネ食いザメ現る! （JAW$!）                                                           | フランシスコ・アンゴネス マディソン・ベイトマン コリーン・エヴァンソン クリスティアン・マガリャエス ボブ・スノウ                                               | コリーン・エヴァンソン                                                                  | ジェイソン・ズレク ブランドン・ウォーレン ヴォーン・タダ                                                              | マシュー・ハンフリーズ                    |
| 15（#15→#16）  | 黄金の沼はどこにある? （The Golden Lagoon of White Agony Plains!）                    | フランシスコ・アンゴネス マディソン・ベイトマン コリーン・エヴァンソン クリスティアン・マガリャエス ボブ・スノウ                                               | ボブ・スノウ                                                                            | Jean-Sebastien Duclos マーク・ガルシア タナー・ジョンソン ジョン・ラミレス                                            | ジョン・アオシマ                          |
| 16（#16→#17）  | 楽しい一人っ子の日 （Day of the Only Child!）                                         | フランシスコ・アンゴネス マディソン・ベイトマン コリーン・エヴァンソン クリスティアン・マガリャエス ボブ・スノウ                                               | ボブ・スノウ                                                                            | エミー・シシエレガ ジェイソン・ライチャー ベン・ホルム                                                                | ダナ・テラス タナー・ジョンソン           |
| 17（#17→#18）  | ビークリーを救出せよ! （From the Confidential Casefiles of Agent 22!）                | フランシスコ・アンゴネス マディソン・ベイトマン コリーン・エヴァンソン クリスティアン・マガリャエス ボブ・スノウ                                               | クリスティアン・マガリャエス                                                            | エミー・シシエレガ ジェイソン・ライチャー ベン・ホルム                                                                | タナー・ジョンソン                        |
| 18（#18→#19）  | ギズモダックは誰? （Who is Gizmoduck?!）                                              | フランシスコ・アンゴネス マディソン・ベイトマン コリーン・エヴァンソン クリスティアン・マガリャエス ボブ・スノウ                                               | クリスティアン・マガリャエス                                                            | エミー・シシエレガ ジェイソン・ライチャー ベン・ホルム                                                                | タナー・ジョンソン                        |
| 19（#19→#20）  | もうひとつの大金庫 （The Other Bin of Scrooge McDuck!）                               | フランシスコ・アンゴネス マディソン・ベイトマン コリーン・エヴァンソン クリスティアン・マガリャエス ボブ・スノウ                                               | コリーン・エヴァンソン                                                                  | Jean-Sebastien Duclos Kathryn Marusik ジェイソン・ライチャー Fill Marc Sagadraca                                      | ジョン・アオシマ                          |
| 20（#20→#21）  | 空をゆく盗賊たち （Sky Pirates...In the Sky!） （『テイルスピン』とのクロスオーバー） | フランシスコ・アンゴネス マディソン・ベイトマン コリーン・エヴァンソン クリスティアン・マガリャエス ボブ・スノウ                                               | マディソン・ベイトマン                                                                  | ヴォーン・タダ ブランドン・ウォーレン ジェイソン・ズレク                                                              | マシュー・ハンフリーズ                    |
| 21（#21→#22）  | マクダック家の秘密 （The Secret(s) of Castle McDuck!）                                | フランシスコ・アンゴネス マディソン・ベイトマン コリーン・エヴァンソン クリスティアン・マガリャエス ボブ・スノウ                                               | ボブ・スノウ                                                                            | ヴォーン・タダ ブランドン・ウォーレン ジェイソン・ズレク                                                              | マシュー・ハンフリーズ                    |
| 22（#22→#23）  | サン・チェイサー 危機一髪! （The Last Crash of the Sunchaser!）                       | フランシスコ・アンゴネス マディソン・ベイトマン コリーン・エヴァンソン クリスティアン・マガリャエス ボブ・スノウ                                               | フランシスコ・アンゴネス                                                                | Jean-Sebastien Duclos サム・キング ジェイソン・ライチャー                                                             | ジョン・アオシマ                          |
| 23A（#23→#24） | 影の戦い パート1 ～マジカ・デ・スペル復活!～ （The Shadow War! (Part1)）              | フランシスコ・アンゴネス マディソン・ベイトマン コリーン・エヴァンソン クリスティアン・マガリャエス ボブ・スノウ                                               | マディソン・ベイトマン コリーン・エヴァンソン クリスティアン・マガリャエス ボブ・スノウ | ヴィンス・アパロ エミー・シシエレガ ベン・ホルム ヴォーン・タダ ブランドン・ウォーレン ジェイソン・ズレク             | タナー・ジョンソン マシュー・ハンフリーズ |
| 23B（#24→#25） | 影の戦い パート2 ～ダックファミリーは負けない!～ （The Shadow War! (Part2))           | フランシスコ・アンゴネス マディソン・ベイトマン コリーン・エヴァンソン クリスティアン・マガリャエス ボブ・スノウ                                               | マディソン・ベイトマン コリーン・エヴァンソン クリスティアン・マガリャエス ボブ・スノウ | ヴィンス・アパロ エミー・シシエレガ ベン・ホルム ヴォーン・タダ ブランドン・ウォーレン ジェイソン・ズレク             | タナー・ジョンソン マシュー・ハンフリーズ |

### シーズン2
| 話数 (吹替版) | サブタイトル （原題） | 原案 | 脚本                                          | ストーリーボード                                                                    | 演出                                      |
| ------------- | --- | --- | --------------------------------------------- | ----------------------------------------------------------------------------------- | ----------------------------------------- |
| 24（#26）     | 危険なゲーム大会! （The Most Dangerous Game...Night!）                                                                     | フランシスコ・アンゴネス マディソン・ベイトマン コリーン・エヴァンソン クリスティアン・マガリャエス ボブ・スノウ                      | フランシスコ・アンゴネス                      | ヴィンス・アパロ エミー・シシエレガ ベン・ホルム                                    | タナー・ジョンソン                        |
| 25（#27）     | 深海のフェズリーおじさん （The Depths of Cousin Fethry!）                                                                  | フランシスコ・アンゴネス マディソン・ベイトマン コリーン・エヴァンソン クリスティアン・マガリャエス ボブ・スノウ                      | クリスティアン・マガリャエス                  | ステファニー・ゴンザーガ ヴォーン・タダ ブランドン・ウォーレン ジェイソン・ズレク   | マシュー・ハンフリーズ                    |
| 26（#28）     | デューク・ボロニアの物語 （The Ballad of Duke Baloney!）                                                                   | フランシスコ・アンゴネス マディソン・ベイトマン コリーン・エヴァンソン クリスティアン・マガリャエス ボブ・スノウ                      | コリーン・エヴァンソン                        | Jean-Sebastien Duclos マイク・モリス サム・キング                                   | ジェイソン・ズレク                        |
| 27（#29）     | 三人の騎士が再会! （The Town Where Everyone Was Nice!） （『三人の騎士』とのクロスオーバー）                               | フランシスコ・アンゴネス マディソン・ベイトマン コリーン・エヴァンソン クリスティアン・マガリャエス ボブ・スノウ                      | マディソン・ベイトマン                        | ヴィンス・アパロ エミー・シシエレガ ベン・ホルム                                    | タナー・ジョンソン                        |
| 28（#30）     | ストークレス参上! （Storkules in Duckburg!）                                                                               | フランシスコ・アンゴネス マディソン・ベイトマン コリーン・エヴァンソン クリスティアン・マガリャエス ボブ・スノウ                      | ボブ・スノウ                                  | ステファニー・ゴンザーガ ヴォーン・タダ ブランドン・ウォーレン                      | マシュー・ハンフリーズ                    |
| 29（#31）     | 思い出のクリスマス （Last Christmas!）                                                                                     | フランシスコ・アンゴネス マディソン・ベイトマン コリーン・エヴァンソン クリスティアン・マガリャエス ボブ・スノウ                      | フランシスコ・アンゴネス                      | Jean-Sebastien Duclos サム・キング ジェイソン・ライチャー                           | ジェイソン・ズレク                        |
| 30（#32）     | デラ・ダックに何が起こった?! （What Ever Happened To Della Duck?!）                                                        | フランシスコ・アンゴネス マディソン・ベイトマン コリーン・エヴァンソン クリスティアン・マガリャエス ボブ・スノウ                      | マディソン・ベイトマン コリーン・エヴァンソン | ヴィンス・アパロ エミー・シシエレガ ベン・ホルム                                    | タナー・ジョンソン                        |
| 31（#33）     | 魔法のランプの伝説 （Treasure of the Found Lamp!）                                                                         | フランシスコ・アンゴネス マディソン・ベイトマン コリーン・エヴァンソン クリスティアン・マガリャエス ボブ・スノウ                      | クリスティアン・マガリャエス                  | Jean-Sebastien Duclos マイク・モリス サム・キング                                   | ジェイソン・ズレク                        |
| 32（#34）     | ならず者スクルージ （The Outlaw Scrooge McDuck!）                                                                          | フランシスコ・アンゴネス マディソン・ベイトマン コリーン・エヴァンソン クリスティアン・マガリャエス ボブ・スノウ                      | クリスティアン・マガリャエス                  | ヴィンス・アパロ エミー・シシエレガ ベン・ホルム                                    | タナー・ジョンソン                        |
| 33（#35）     | 87セントの行方 （The 87 Cent Solution!）                                                                                   | フランシスコ・アンゴネス マディソン・ベイトマン コリーン・エヴァンソン クリスティアン・マガリャエス ボブ・スノウ                      | ボブ・スノウ                                  | ステファニー・ゴンザーガ ヴォーン・タダ ブランドン・ウォーレン                      | マシュー・ハンフリーズ                    |
| 34（#36）     | セレネの槍を直せ! （The Golden Spear!）                                                                                    | フランシスコ・アンゴネス マディソン・ベイトマン コリーン・エヴァンソン クリスティアン・マガリャエス ボブ・スノウ                      | ボブ・スノウ                                  | Jean-Sebastien Duclos サム・キング ジェイソン・ライチャー                           | ジェイソン・ズレク                        |
| 35（#37）     | デラ・ダックは無敵! （Nothing Can Stop Della Duck!）                                                                       | フランシスコ・アンゴネス マディソン・ベイトマン コリーン・エヴァンソン クリスティアン・マガリャエス ボブ・スノウ                      | コリーン・エヴァンソン                        | ヴィンス・アパロ エミー・シシエレガ ベン・ホルム                                    | タナー・ジョンソン                        |
| 36（#38）     | デューイとデラの大冒険 （Raiders of the Doomsday Vault!）                                                                  | フランシスコ・アンゴネス マディソン・ベイトマン コリーン・エヴァンソン クリスティアン・マガリャエス ボブ・スノウ                      | マディソン・ベイトマン                        | ステファニー・ゴンザーガ ヴォーン・タダ ブランドン・ウォーレン                      | マシュー・ハンフリーズ                    |
| 37（#39）     | 普通のお泊まり会がしたい! （Friendship Hates Magic!）                                                                      | フランシスコ・アンゴネス マディソン・ベイトマン コリーン・エヴァンソン クリスティアン・マガリャエス ボブ・スノウ レイチェル・ヴァイン | レイチェル・ヴァイン                          | ステファニー・ゴンザーガ ヴィクトリア・ハリス ヴォーン・タダ ブランドン・ウォーレン | マシュー・ハンフリーズ                    |
| 38（#40）     | ガンドラ・ディーと初デート （The Dangerous Chemistry of Gandra Dee!）                                                      | フランシスコ・アンゴネス マディソン・ベイトマン コリーン・エヴァンソン クリスティアン・マガリャエス ボブ・スノウ                      | クリスティアン・マガリャエス                  | Jean-Sebastien Duclos サム・キング ジェイソン・ライチャー                           | ジェイソン・ズレク                        |
| 39（#41）     | ダークウィング・ダック復活! （The Duck Knight Returns!） （『ダックにおまかせ ダークウィング・ダック』とのクロスオーバー） | フランシスコ・アンゴネス マディソン・ベイトマン コリーン・エヴァンソン クリスティアン・マガリャエス ボブ・スノウ                      | フランシスコ・アンゴネス                      | ヴィンス・アパロ エミー・シシエレガ ベン・ホルム                                    | タナー・ジョンソン                        |
| 40（#42）     | ドナルドダックに何が起こった?! （What Ever Happened to Donald Duck?!）                                                     | | コリーン・エヴァンソン                        |                                                                                     | ジェイソン・ズレク ジェイソン・レイチャー |
| 41（#43）     | ドゥーファスの誕生日会 （Happy Birthday, Doofus Drake!）                                                                   | | ボブ・スノウ フランシスコ・アンゴネス         |                                                                                     | マシュー・ハンフリーズ                    |
| 42（#44）     | リナのこわーい悪夢 （A Nightmare on Killmotor Hill!）                                                                      | | エミー・シシエレガ                            |                                                                                     | タナー・ジョンソン                        |
| 43（#45）     | 黄金の秘密兵器 （The Golden Armory of Cornelius Coot!）                                                                    | | クリスティアン・マガリャエス ボブ・スノウ     |                                                                                     | マシュー・ハンフリーズ                    |
| 44（#46）     | タイムフーンで大混乱! （Timephoon!）                                                                                       | | マディソン・ベイトマン                        |                                                                                     | ジェイソン・ズレク                        |
| 45（#47）     | グロムテイルズ （Glomtales!）                                                                                              | | コリーン・エヴァンソン                        |                                                                                     | タナー・ジョンソン                        |
| 46（#48）     | 世界一金持ちのダック! （The Richest Duck in the World!）                                                                   | | マディソン・ベイトマン                        |                                                                                     | マシュー・ハンフリーズ                    |
| 47A（#49）    | 月が攻めてきた! パート1 （Moonvasion! (Part 1)）                                                                           | | ボブ・スノウ クリスティアン・マガリャエス     |                                                                                     | ジェイソン・ズレク                        |
| 47B（#50）    | 月が攻めてきた! パート2 （Moonvasion! (Part 2)）                                                                           | | マディソン・ベイトマン コリーン・エヴァンソン |                                                                                     | タナー・ジョンソン                        |

### シーズン3
| 話数 (吹替版) | サブタイトル （原題）                                                                      | 原案 | 脚本 | ストーリーボード | 演出 |
| ------------- | ------------------------------------------------------------------------------------------ | ---- | ---- | ---------------- | ---- |
| 48（#51）     | シニア冒険少年チャレンジ! （Challenge of the Senior Junior Woodchucks!）                   |      |      |                  |      |
| 49（#52）     | クワック・パック （Quack Pack!）                                                           |      |      |                  |      |
| 50（#53）     | ダブルオーダックは二度事故る! （Double-O-Duck in You Only Crash Twice!）                   |      |      |                  |      |
| 51（#54）     | マーヴァーナの失われたハープ （The Lost Harp of Mervana!）                                 |      |      |                  |      |
| 52（#55）     | ルーイズ11 （Louie's Eleven!）                                                             |      |      |                  |      |
| 53（#56）     | 鉄腕ボイド （Astro B.O.Y.D.!）                                                             |      |      |                  |      |
| 54（#57）     | 負けるなチャンプ! （The Rumble for Ragnarok!）                                             |      |      |                  |      |
| 55（#58）     | 友情の魔力は最高! （The Phantom and the Sorceress!）                                       |      |      |                  |      |
| 56（#59）     | 地球を楽しめペナンブラ （They Put a Moonlander on the Earth!）                             |      |      |                  |      |
| 57（#60）     | ヘーゼル・ハウスの謎 （The Trickening!）                                                   |      |      |                  |      |
| 58（#61）     | 禁断の若返りの噴水 （The Forbidden Fountain of the Foreverglades!）                        |      |      |                  |      |
| 59A（#62）    | 危険が俺を呼んでるぜ! パート1 ～セントカナードの守護者～ （Let's Get Dangerous! (Part 1)） |      |      |                  |      |
| 59B（#63）    | 危険が俺を呼んでるぜ! パート2 ～危うくなった現実～ （Let's Get Dangerous! (Part 2)）       |      |      |                  |      |
| 60（#64）     | 大金庫から脱出せよ! （Escape from the Impossibin!）                                        |      |      |                  |      |
| 61（#65）     | スワンスタンティンのスプリット剣 （The Split Sword of Swanstantine!）                      |      |      |                  |      |
| 62（#66）     | 神のパワーがほしい! （New Gods on the Block!）                                             |      |      |                  |      |
| 63（#67）     | 初めての冒険 （The First Adventure!）                                                      |      |      |                  |      |
| 64（#68）     | マクダックの館を守れ! （The Fight for Castle McDuck!）                                     |      |      |                  |      |
| 65（#69）     | クリスマスを盗んだサンタ!? （How Santa Stole Christmas!）                                  |      |      |                  |      |
| 66（#70）     | ギズモクラウド （Beaks in the Shell!）                                                     |      |      |                  |      |
| 67（#71）     | キットの消えた荷物 （The Lost Cargo of Kit Cloudkicker!）                                  |      |      |                  |      |
| 68（#72）     | スクルージ・マグダックは有罪!? （The Life and Crimes Scrooge Mcduck!）                     |      |      |                  |      |
| 69A（#73）    | 最後の冒険 パート1 （The Last Adventure! Part I: A Tale of Three Webbys!）                 |      |      |                  |      |
| 69B（#74）    | 最後の冒険 パート2 （The Last Adventure! Part II: The Lost Library of Isabella Finch!）    |      |      |                  |      |
| 69B（#75）    | 最後の冒険 パート3 （The Last Adventure! Part III: Tale's End）                            |      |      |                  |      |

## 特別放送概要
ディズニー・チャンネル内での特別編成では、新エピソードや特別エピソードが放送された。
ハッピーバースデー! ドナルドダック（2018年6月9日）
第1話から10話まで、初の連続放送が行われた。
ダックテイルズ イッキ見! ハラハラ8時間（2018年9月24日）
第1話から16話まで8時間連続放送が行われた。また、短編アニメーション「ダックテイルズ ハラハラ!トラップ」全5話が日本初放送として放送された。
ディズニー・チャンネル ハロウィーン アニメーション連続放送（2018年10月8日）
ディズニー・チャンネル ビッグ10 ダックテイルズ（2019年4月27日）
ハッピーバースデー！ ドナルドダック（2019年6月9日）
ダックテイルズ おさらい放送（2019年8月6日〜29日）
ディズニーXDでは、特別編成として連続放送が行われた。
ママが帰ってくる!? ダックテイルズ 連続放送（2019年10月12日）
月と対決！ ダックテイルズ 新作サンデー（2020年4月19日）
ダックテイルズ 新作サンデー（2020年10月11日）
「シニア冒険少年チャレンジ」が日本初放送として放映された。
新作ダックテイルズ マジカル・サタデー（2021年1月23日）
「友情の魔力は最高！」が日本初放送として放映された。
ダックテイルズ キケン知らずの新作サタデー（2021年4月17日）
「ダックテイルズ／危険が俺を呼んでるぜ！」が日本初放送として放映された。
ハッピーバースデー！ドナルドダック（2021年6月5日）
第66話「神のパワーがほしい！」、第67話「初めての冒険！」が日本初放送として放映される。
ダックテイルズ　ラスト・アドベンチャー（2021年12月11日）
第69話「クリスマスを盗んだサンタ」、「ダックテイルズ/最後の冒険!」が日本初放送として放映される。
Dlifeにおいても、特別編成として放送が行われた。